# Ridderorden in de Onafhankelijke Congostaat
De Onafhankelijke Congostaat (Frans: État indépendant du Congo), ook weleens de Congo-Vrijstaat of Kongo-Vrijstaat genoemd, was tussen 1885 en 1908 een staat in Afrika, die privé-eigendom was van de Belgische koning Leopold II. Het gebied komt grotendeels overeen met de huidige Democratische Republiek Congo.
Om verdienstelijke kolonialen te belonen, stelde Leopold II enkele koloniale ridderorden in. Het gaat om:
- de Orde van de Afrikaanse Ster uit 1888;
- de Koninklijke Orde van de Leeuw uit 1891;
- de Orde van de Kroon uit 1897;
- en de Orde van Leopold II uit 1900.

De vier orden werden overgenomen door Belgisch-Congo en later door het Koninkrijk België. 